# Somalische Botschaft in Berlin

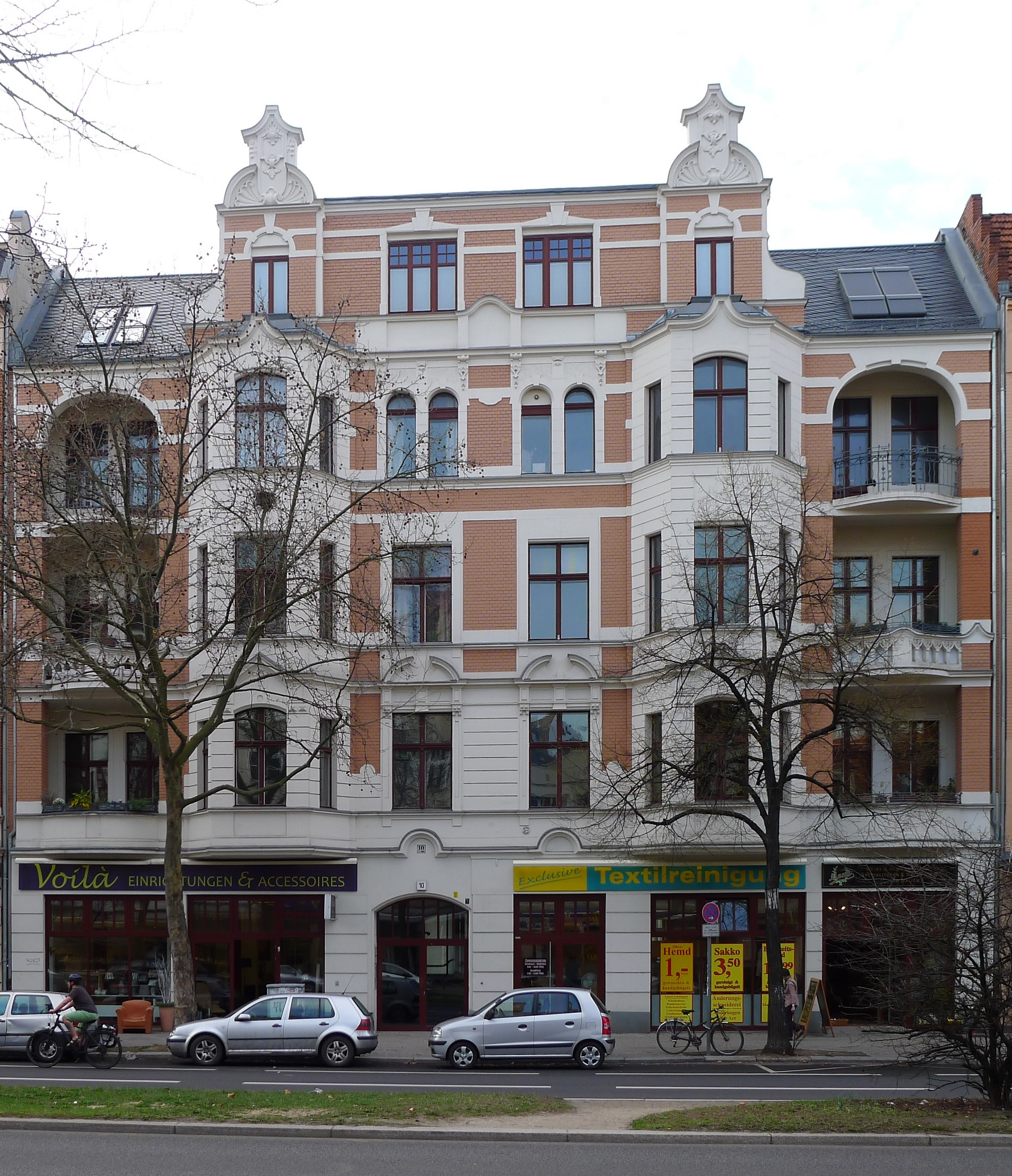
Botschaftssitz in der Rheinstraße 10

Die somalische Botschaft in Berlin ist die diplomatische Vertretung der Bundesrepublik Somalia in Deutschland. Ihr Sitz befindet sich in der Rheinstraße 10 im  Ortsteil Friedenau des Bezirks Tempelhof-Schöneberg.
Botschafter ist seit dem 4. September 2024 Abdiasis Mohamud Mohamed.

## Allgemein
Die deutsch-somalischen Beziehungen haben sich laut Informationen des Auswärtigen Amtes seit 2012 intensiviert, nachdem sich die politische und ökonomische Lage in Somalia verbessert hat. Deutschland unterstützt die Demokratisierung Somalias sowie den Aufbau einer föderalistischen Staatsstruktur im Land.

## Geschichte der diplomatischen Beziehungen
Am 1. Juli 1960 nahmen Somalia und die Bundesrepublik Deutschland diplomatische Beziehungen auf. Im Jahr 1978 eröffnete die Demokratische Republik Somalia ihre Botschaft in einer Villa in der Hohenzollernstraße 12 in der damaligen Bundeshauptstadt Bonn.
Nach dem Ende der Demokratischen Republik Somalia am 26. Januar 1991 blieb die Botschaft zunächst bestehen, es wurde aufgrund der nicht existierenden Regierung in Somalia kein neuer Botschafter benannt und nur begrenzte konsularische Dienste für somalische Staatsbürger in Deutschland angeboten, bis auch die letzten verbliebenen ehemaligen Diplomaten in Deutschland Asyl beantragten. Im Jahr 2000 wurde eine Übergangsregierung für Somalia gebildet und die Botschaft in Bonn wurde am 1. Juni 2000 offiziell geschlossen. Der somalische Botschafter Hassan Abshir Farah wurde mangels diplomatischen Auftrags nicht mehr als diplomatischer Vertreter anerkannt und hatte bereits Anfang 1991 Deutschland verlassen. Bereits einige Jahre vor der offiziellen Schließung wurde das Gebäude der lange verlassenen Botschaftskanzlei und der ehemaligen Residenz von der Stadt Bonn geschlossen und abgesperrt. 
Im Jahr 2015 wurden die diplomatischen Beziehungen mit der Wiedereröffnung einer somalischen Botschaft in der Potsdamer Straße 144 in Berlin erneut aufgenommen. Allerdings wurden bis auf Weiteres alle somalischen Pässe und andere Dokumente, die seit 1991 ausgestellt wurden nicht von der Bundesrepublik anerkannt.
Am 8. April 1970 nahmen die DDR  und die Demokratische Republik Somalia diplomatische Beziehungen auf. Sie endeten mit der deutschen Wiedervereinigung im Jahr 1990. Die somalische Botschaft befand sich in der Ost-Berliner Clara-Zetkin-Straße 97 (heute: Dorotheenstraße).

## Aufgaben der Botschaft
Aufgabe der somalischen Botschaft in Berlin ist die Repräsentation des Landes, aber auch die Pflege bilateraler Beziehungen zwischen Deutschland und Somalia und die Vertretung somalischer Interessen in der Bundesrepublik Deutschland. Zu den Dienstleistungen der Botschaft gehören Ausstellung und Verlängerung von Pässen und anderen amtlichen Dokumenten, Hilfe bei finanziellen und anderen Notlagen somalischer Bürger, Hilfe und Betreuung der eigenen Landsleute in Haft und Beobachtung eventueller Gerichtsverfahren. Geburten, Todesfälle und Hochzeiten, die im Ausland stattfinden, werden an die Heimatbehörden gemeldet sowie Einreisevisa für Ausländer ausgestellt. Des Weiteren gehört es zu den Aufgaben der Botschaft, über die Einreise- und Aufenthalts- oder Arbeitsbedingungen im Land aufzuklären und die Regelung der Militärsituation der im Ausland lebenden Wehrpflichtigen zu überwachen.